# Kirkburton
Kirkburton är en by och en civil parish i Kirklees, West Yorkshire, England. Civil parish har 23 986 invånare (2001).